# مقاطعة لودون (تينيسي)
مقاطعة لودون هي مقاطعة في تينيسي، بلغ عدد سكانها 48٬556  نسمة، في 2010، عاصمتها لودون، تبلغ مساحتها 641 كيلومتر مربع.

## الموقع
تشترك في الحدود مع:
- مقاطعة كنوكس
- مقاطعة مونرو (تينيسي).

## التقسيمات الإدارية
- لودون.